# Monarchie

Monarchieën in de wereld
Absolute monarchie
Semi-constitutionele monarchie
Constitutionele monarchie
Commonwealth realms (constitutionele monarchieën in personele unie)
Subnationale monarchie

Een monarchie is van origine een regeringsvorm waarbij de macht bij één persoon berust, de monarch.
Het woord is een samenstelling van de Griekse woorden monos, μόνος, (alleen) en archein, ἄρχειν, (heersen). In de Oudheid waren tegenhangers van de monarchie, politeia en aristocratie. Tegenwoordig is de tegenhanger van de monarchie een republiek (van Latijn: 'res publica', d.i. 'zaak, publiek'), een regeringsvorm waarbij de gehele macht steeds voor een beperkte tijd wordt opgedragen aan een of meer personen, die niet een vorstentitel dragen. In een monarchie is het leiderschap erfelijk, behalve in Maleisië en Vaticaanstad.

## Soorten monarchieën
Monarchieën worden verdeeld in absolute monarchieën en constitutionele monarchieën. In een absolute monarchie is de macht van de monarch 'absoluut', wat wil zeggen dat deze een onbeperkte regeermacht heeft. Er zijn tegenwoordig nog zeven absolute monarchieën: Brunei, Oman, Saoedi-Arabië, Swaziland, Vaticaanstad, de Verenigde Arabische Emiraten en Qatar. In een constitutionele monarchie is de rol van de monarch vastgelegd in de grondwet, wat meestal inhoudt dat de wetgevende macht bij het parlement ligt en de monarch enkel nog uitvoerende macht heeft. Soms heeft ook de monarch nog steeds een grote rol, in andere gevallen, bijvoorbeeld in Zweden, heeft deze slechts een ceremoniële functie (het Zweedse model).
In een kiesmonarchie wordt het staatshoofd gekozen door een kleine groep aristocraten, meestal uit hun eigen midden. Maleisië en Vaticaanstad zijn hedendaagse kiesmonarchieën. In Maleisië hebben negen van de dertien deelstaten erfelijke vorsten, die elke vijf jaar uit hun midden een koning kiezen (zie specifiek de politiek van Maleisië). In Vaticaanstad verkiezen de kardinalen uit hun midden een nieuwe paus als de vorige is overleden of heeft geabdiceerd; de paus bepaalt welke bisschoppen hij promoveert tot kardinaal. Historische voorbeelden van gekozen monarchen waren de koningen van Duitsland en Polen.
In het graafschap of hertogdom heerst de leider van dit gebied, de graaf c.q. hertog, over het rijk of de unie. Het leiderschap is ook erfelijk. In deze unie werken de graven c.q. hertogen samen.

## Rechtvaardiging van monarchieën
In de middeleeuwse staatsleer werd de monarchie gerechtvaardigd vanuit de gedachte dat de soevereiniteit van de vorst van God gegeven was. Gezag daalt in die visie van boven naar beneden, van het bovennatuurlijke gezag, naar het koninklijke en verder.
Tijdens de verlichting en de Franse Revolutie werd deze gedachte fundamenteel ter discussie gesteld en vervangen door het idee van volkssoevereiniteit. Het volk is soeverein, maar laat zich vrijwillig besturen door een parlement en regering. Deze gedachte leidde op den duur tot de afschaffing van verschillende monarchieën en/of tot de omzetting van absolute monarchieën in constitutionele monarchieën in de 19e eeuw. Een constitutionele monarchie is aan de grondwet gebonden, maar niet per definitie democratisch. Het Duitse Keizerrijk (1870-1918) had een grondwet en een parlement, maar de meeste macht lag nog bij de keizer. Het Verenigd Koninkrijk daarentegen heeft wel een parlementaire staatsvorm, maar heeft nooit een grondwet gehad.
De Eerste Wereldoorlog leidde tot de ondergang van drie belangrijke dynastieën. De keizerrijken Duitsland, Oostenrijk en Rusland werden republieken.

## Overzicht moderne Europese monarchieën

### Regeerperioden 1900–heden
- Wit geeft aan dat betreffend land in betreffende periode (in ieder geval de facto) een republiek was.
- Indien een vorst geen eigen veld heeft, maar slechts een streepje, dan heeft hij in de periode 1900-2000 slechts in één jaar geregeerd.
- De vorsten in het Duitse Keizerrijk zijn (afgezien van de keizer zelf) niet opgenomen.

### Territoriale evolutie 1789–heden

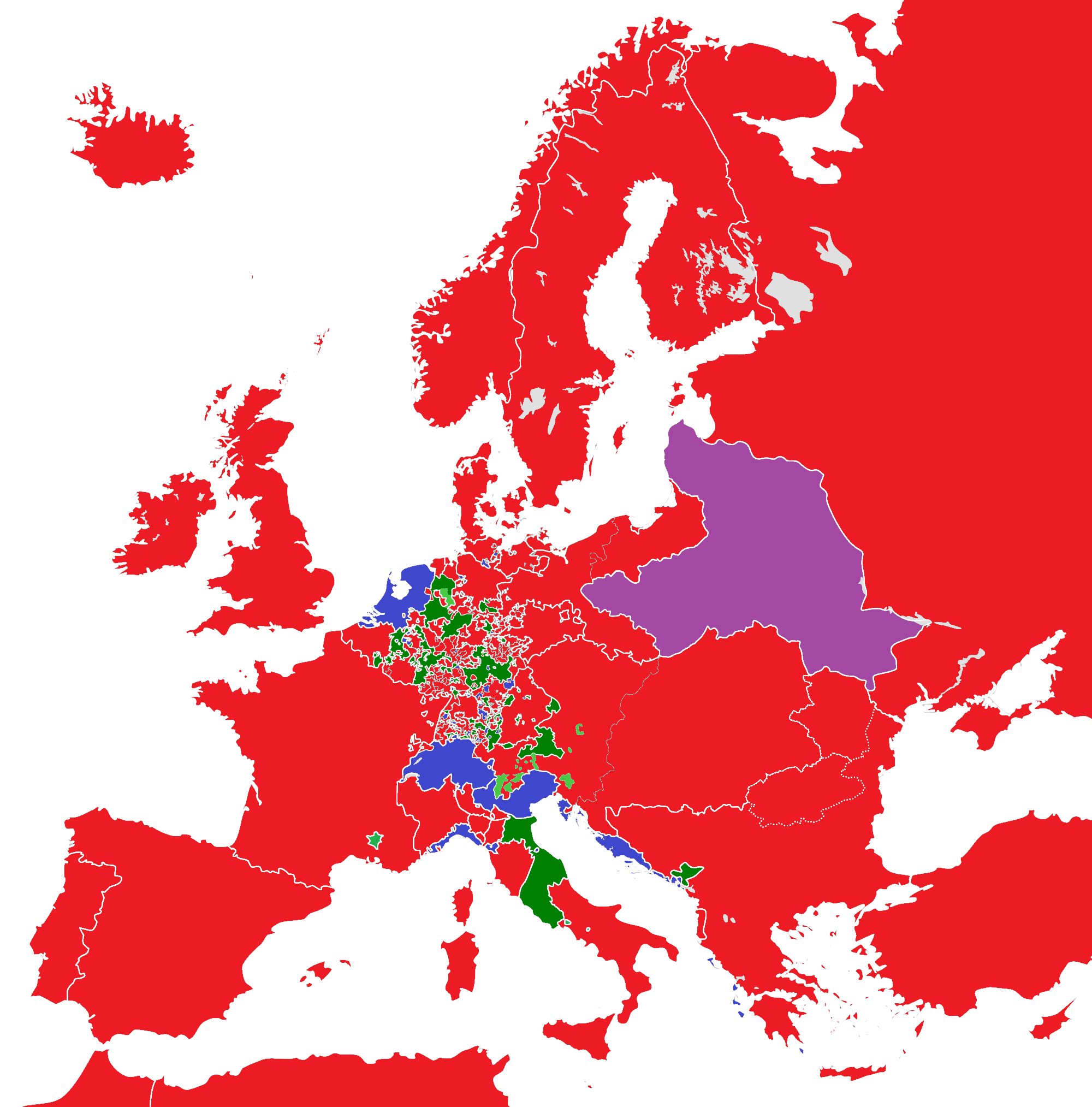
Europa 1789, vooravond van de Franse Revolutie.
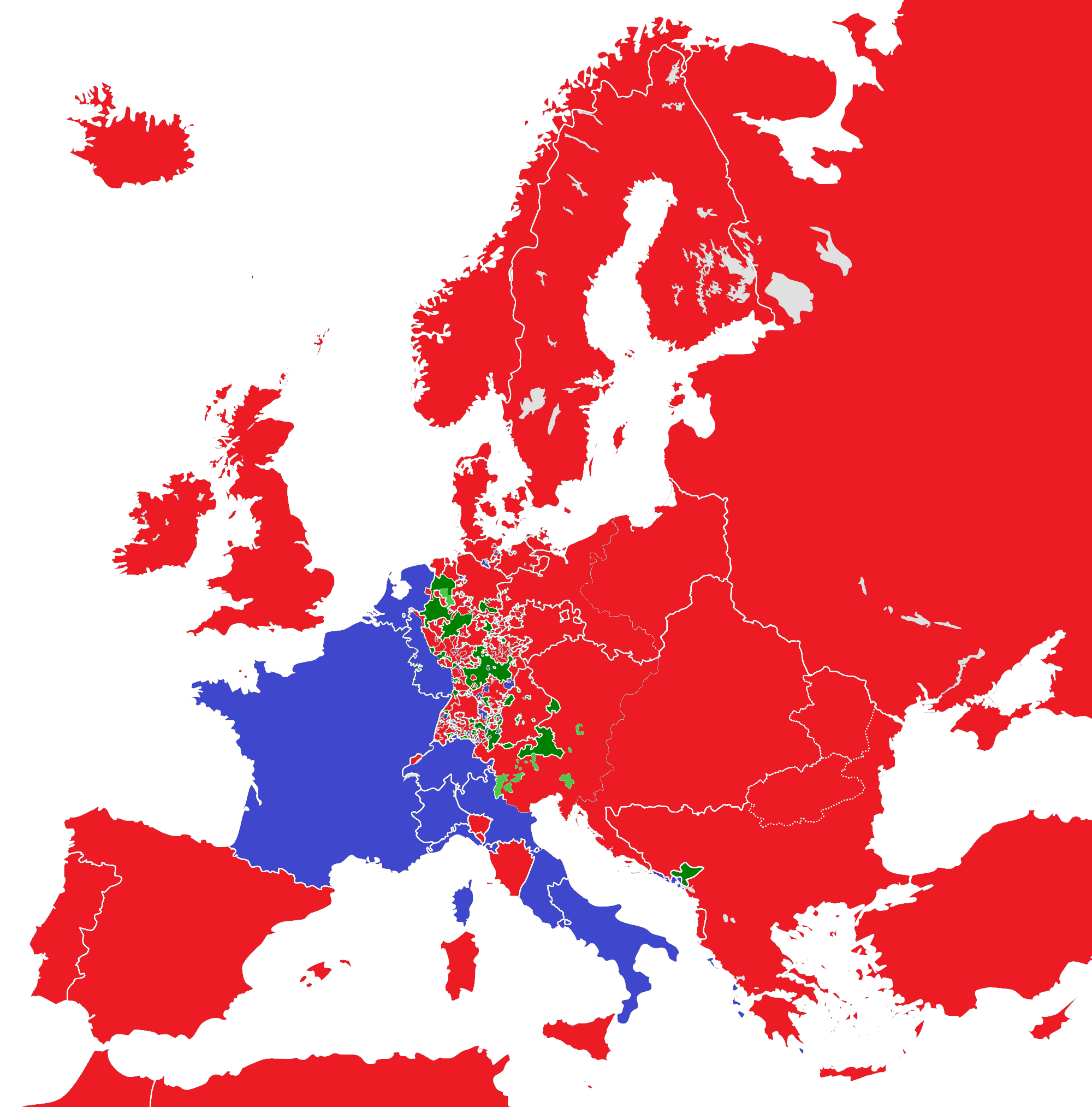
Europa 1799, nabij het einde van de Franse Revolutie.
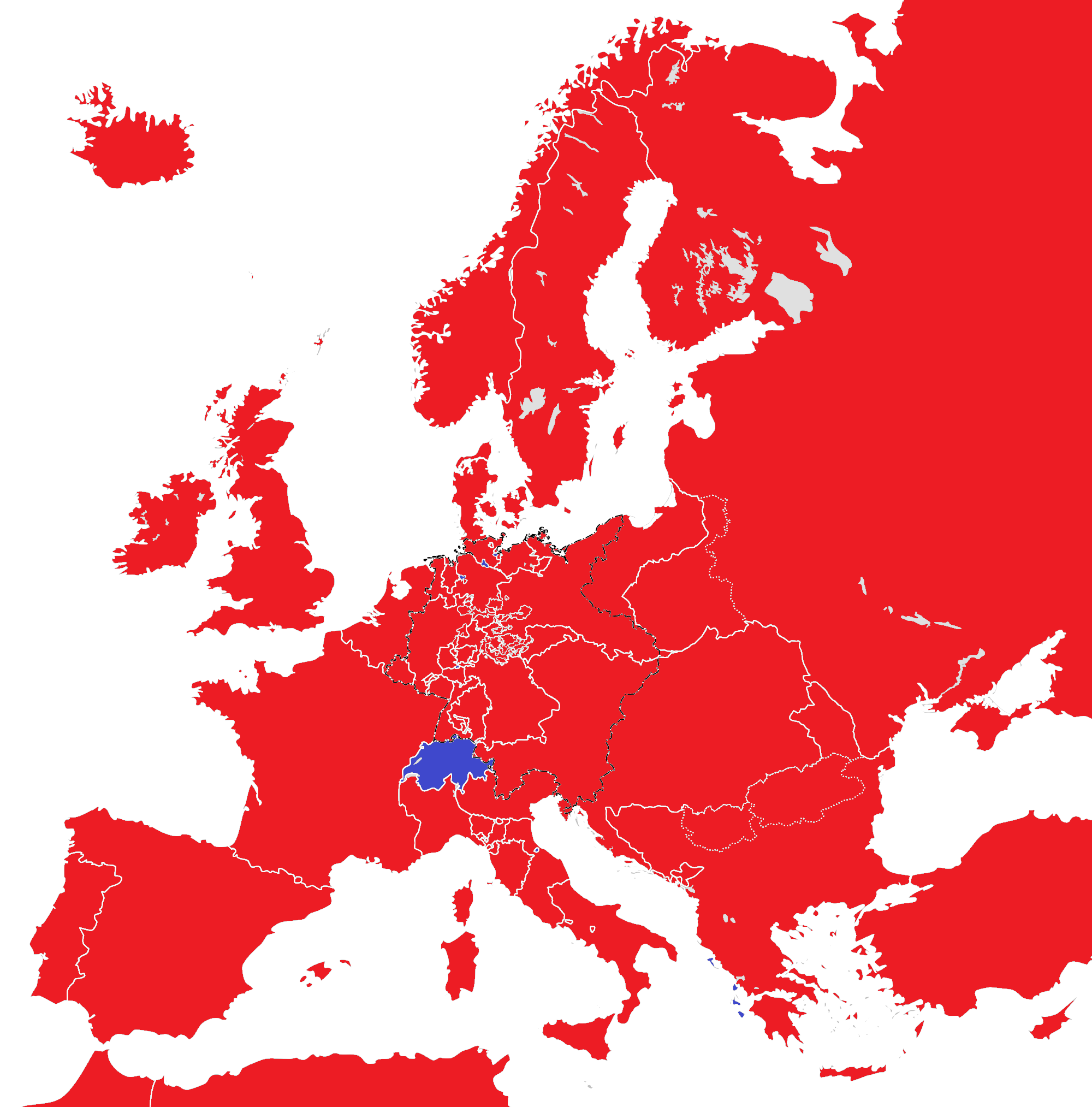
Monarchieën (55) en republieken (9) in 1815.
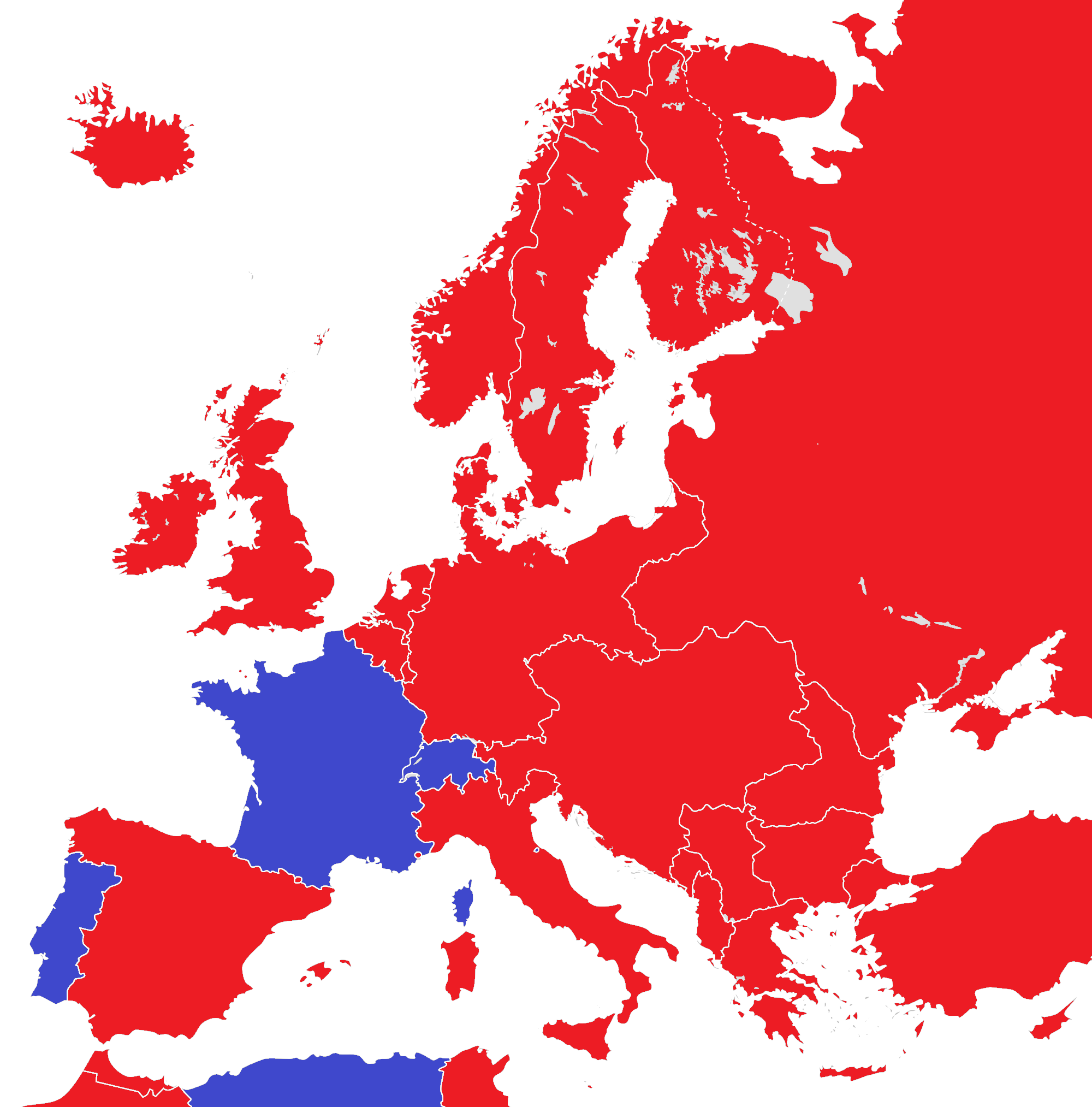
Monarchieën (22) en republieken (4) in 1914.
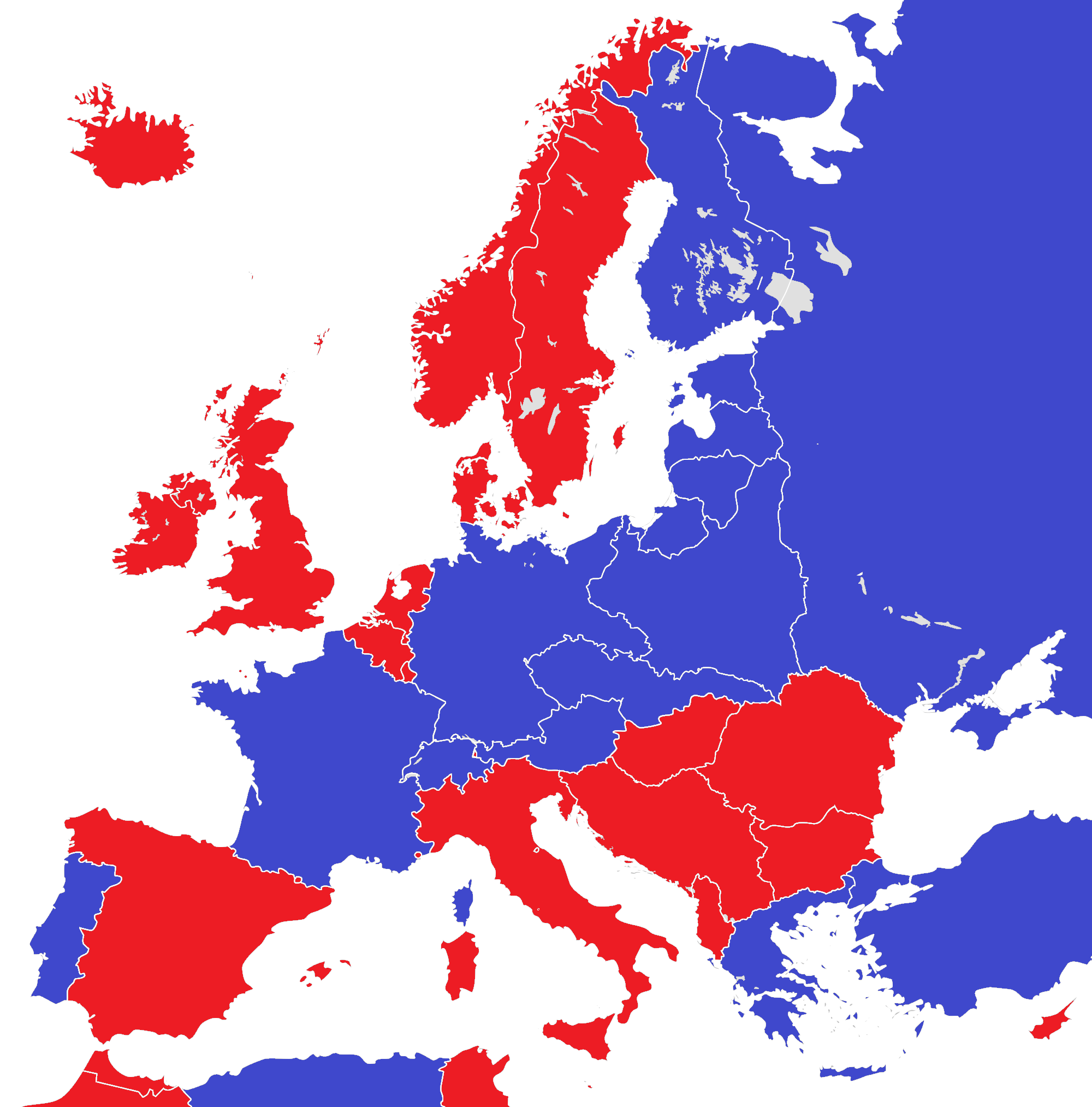
Monarchieën (20) en republieken (15) in 1930.
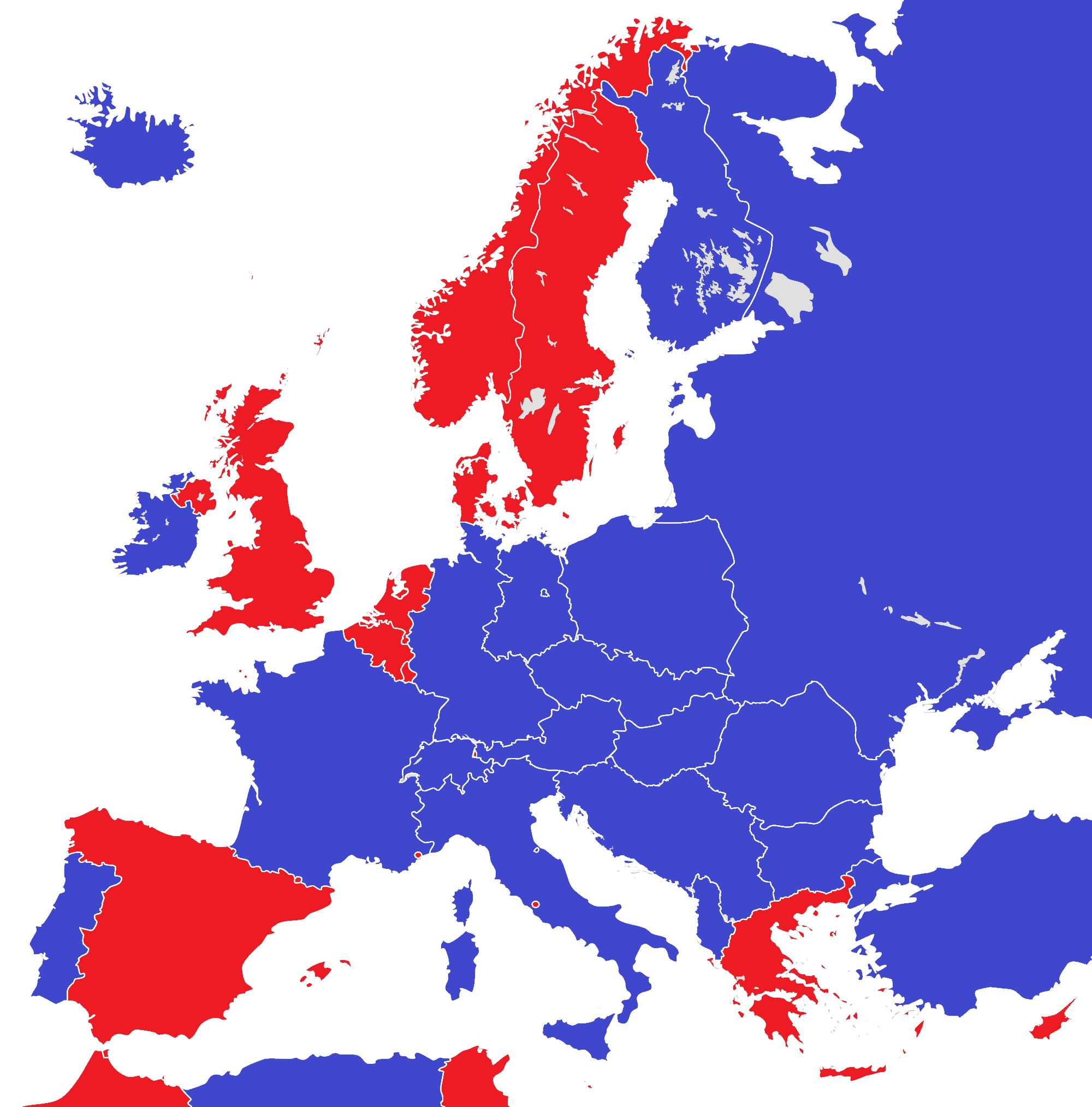
Monarchieën (13) en republieken (21) in 1950.
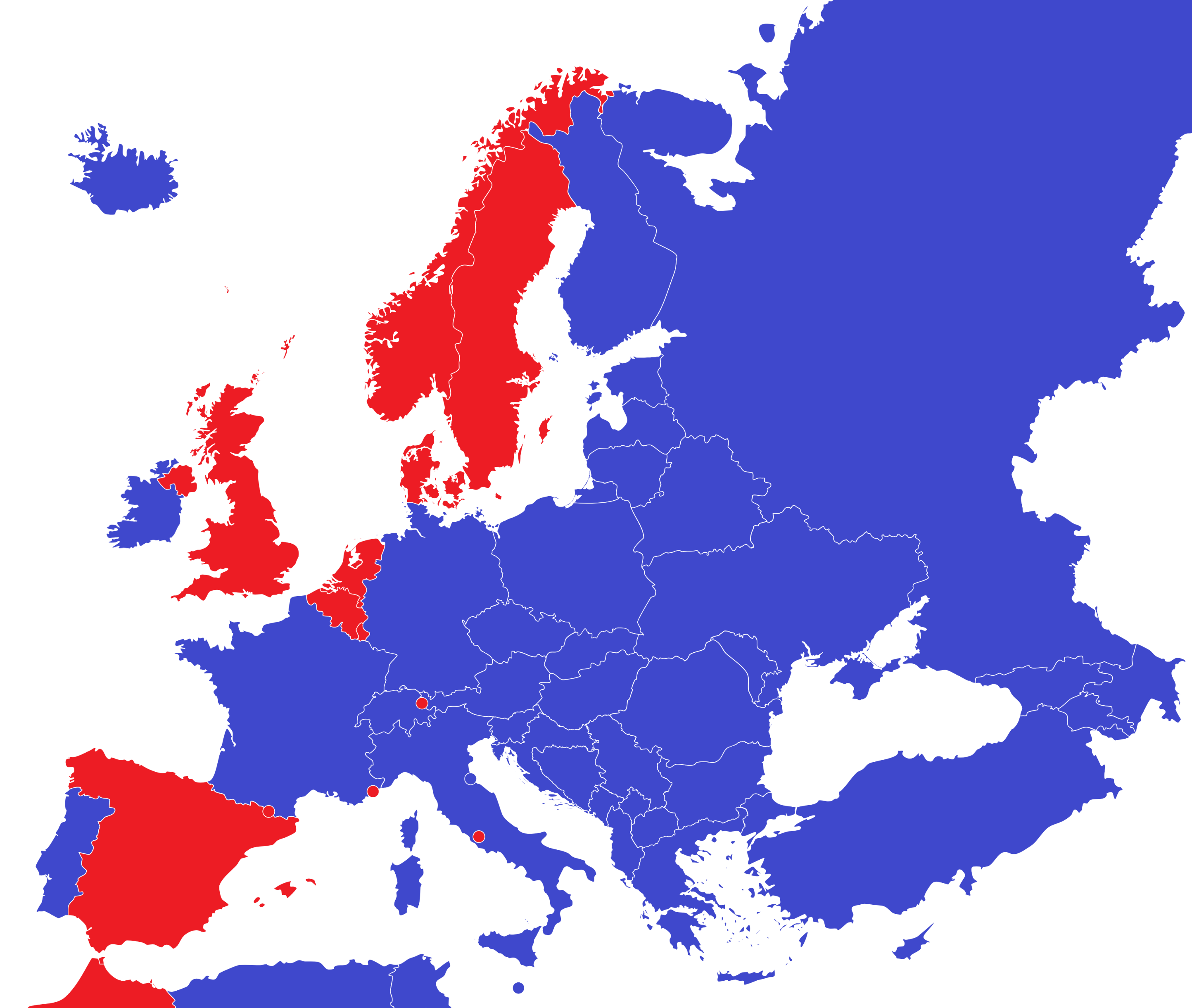
Monarchieën (12) en republieken (35) in 2015.